# Coelus gracilis
Coelus gracilis је инсект из реда тврдокрилаца (Coleoptera) и породице црних буба (Tenebrionidae).

## Распрострањење
Ареал врсте је ограничен на једну државу. Сједињене Америчке Државе су једино познато природно станиште врсте.

## Угроженост
Ова врста се сматра рањивом у погледу угрожености врсте од изумирања.